# Antwerp Flyer (schip, 1991)
De Antwerp Flyer is een aluminium zeegaand zeiljacht van 27,5 meter lang (90 voet), dat te water werd gelaten in 1991. De eerste eigenaar-schipper was dr. Roger Peeters (Antwerpen, 17 april 1935), die het als niet-afgewerkt jacht kocht. De architect was Ed Dubois (Verenigd Koninkrijk) en de romp werd gebouwd door de Chantiers Navals de Biot (Frankrijk). Het schip werd verder afgewerkt in België, onder meer wat de mast en de rigging betreft door Wittewrongel uit Blankenberge, en wat de binnenbetimmering betreft door Meys uit Willebroek. Peeters zeilde er enkele jaren mee, onder andere naar de Azoren en twee keer naar Spitsbergen. Hij verdronk op 27 september 1997 in de haven van Breskens bij het overstappen naar een andere boot. Enkele jaren later werd de Antwerp Flyer gekocht door Geert Vandendriessche.
Die verkocht het schip in 2017 aan het Zwitserse Bexplorer, die er avontuurlijke zeiltochten mee organiseerde, voornamelijk in Noorwegen. Maar het schip bleef onder Belgische vlag. Door de coronacrisis zag Bexplorer zich echter genoodzaakt om het schip opnieuw te verkopen, aan een Franse eigenaar.
Met haar 90 voet is de Antwerp Flyer het grootste sloep-getuigde zeiljacht van België. Het schip is geschikt voor zeiltochten in zwaar weer en in noordelijke wateren. Met haar 72 ton is ze echter minder geschikt voor zeilen bij weinig wind. De naam is een eerbetoon aan Cornelius Conny van Rietschoten, die met de Flyer I en de Flyer II tussen 1977 en 1982 belangrijke zeilraces won.

## Het zeilen
Het schip neemt elk jaar deel aan de Tall Ships' Races, een en ander met een bemanning die voornamelijk bestaat uit jongeren onder de 25 jaar.
Op de Antwerp Flyer gebeurt alles op mankracht: elektrische winches zijn uit den boze. Het heeft een zeiloppervlak van 332 m² (grootzeil plus genua).

## Technische gegevens
- Bouwmateriaal: aluminium
- Tuigage: sloep gebouwd
- Mast: 32 meter (aluminium, 3 zalingen)
- Zeilen:
  - doorgelat grootzeil: 172 m²
  - rolgenua: 160 m²
  - stagfok
  - yankee
- Winches: 19 winches Lewmar/Anderssen/Barbarossa + 1 ankerwinch
- Motor: Iveco 380 pk Turbo Diesel, kruissnelheid 10 knopen
- Elektrische installatie:
  - 24 volt-DC / 220 volt-AC/15 batterijen 150 amp
  - Alternator
  - Generator Perkins 10 KVA
  - Generator Mastervolt 3 KVA
  - Walstroom
- Verwarming: Webasto met radiatoren
- Indeling:
  - voorpiek: 4 hangkooien + toilet/douche
  - keuken (volledige breedte)
  - carré: tafel 12 personen + loodskooi
  - 5 kajuiten voor 2/3 personen + toilet/douche
  - eigenaarskajuit voor 2 personen + toilet/douche
- Betimmering:
  - meubilair in mahonie
  - vasttapijt
  - Alcantera-stoffering
- Slaapplaatsen: 12 passagiers plus 3 tot 4 bemanningsleden
- Stahoogte: 2 meter
- Diversen:
  - reddingsvlot voor 24 personen
  - 2 reddingsboeien + 21 reddingsvesten
  - veiligheidsharnassen + lijnen
  - bijboot: 6-persoons-BB Johnsson 15 pk
  - dekdouche: koud + warm water
- Ligplaats:
  - Vismijn, Nieuwpoort